# Paleontología en 1826
La paleontología es el estudio de las formas de vida prehistóricas en el planeta Tierra mediante el análisis de fósiles de plantas y animales. Esto incluye el estudio de fósiles corporales, huellas (icnitas), madrigueras, restos de restos, heces fosilizadas (coprolitos), palinomorfos y residuos químicos. Dado que los seres humanos han encontrado fósiles durante milenios, la paleontología tiene una larga historia, tanto antes como después de su formalización como ciencia. Este artículo registra descubrimientos y eventos significativos relacionados con la paleontología ocurridos o que hayan sido publicados en el año 1826.

## Dinosaurios

### Dinosaurios recién nombrados
| Nombre                 | Novedad   | Estado         | Autor(es) | Edad                                      | Unidad                             | Ubicación  | Notas | Imágenes |
| ---------------------- | --------- | -------------- | --------- | ----------------------------------------- | ---------------------------------- | ---------- | --- | -------- |
| Hikanodon              | Gen. nov. | Jr. sinónimo   | Nöggerath | Barremiano, hace 126–125 millones de años | Bosque de Tilgate                  | Inglaterra | En una breve descripción de un reptil fósil de las "arenas de hierro" de Inglaterra, Nöggerath menciona que Mantell nombró al taxón Hikanodon, creando un sinónimo objetivo junior inválido de Iguanodon nombrado el año anterior. |          |
| Megalosaurus conybeari | Esp. nov. | Nombre oblitum | de Ritgen | Bathoniano                                | Formación de piedra caliza Taynton | Inglaterra | Un nombre de especie para Megalosaurus, pero olvidado en la historia. |          |

## Pterosaurios

### Nuevos taxones
| Nombre                             | Novedad   | Estado       | Autor(es) | Edad      | Unidad              | Ubicación | Notas                                                      | Imágenes |
| ---------------------------------- | --------- | ------------ | --------- | --------- | ------------------- | --------- | ---------------------------------------------------------- | -------- |
| Pterodactylus nettecephaloides     | Esp. nov. | Jr. sinónimo | de Ritgen | Titoniano | Caliza de Solnhofen | Alemania  | Un sinónimo objetivo menor de Pterodactylus brevirostris . |          |
| Pterodactylus crocodilocephaloides | Esp. nov. | Jr. sinónimo | de Ritgen | Titoniano | Caliza de Solnhofen | Alemania  | Un sinónimo objetivo menor de Pterodactylus longirostris . |          |